# 牛奶配送员的奇幻人生
《牛奶配送员的奇幻人生》是一部2016年的塞尔维亚电影，由导演艾米尔·库斯图里察执导，主演是艾米尔·库斯图里察、莫妮卡·贝鲁奇和佩贾·马诺伊洛维奇，电影以波黑战争为背景。2016年参与第73届威尼斯电影节。

## 外部連結
- 互联网电影数据库（IMDb）上《牛奶配送员的奇幻人生》的资料（英文）
- 爛番茄上《牛奶配送员的奇幻人生》的資料（英文）
- 開眼電影網上《牛奶配送員的魔幻人生》的資料（繁體中文）
- 豆瓣电影上《牛奶配送员的奇幻人生》的資料 （简体中文）